# Copa Interclubes de la Uncaf Femenino 2024
La Copa Interclubes de la Uncaf Femenino 2024 fue la séptima edición de la Copa Interclubes de la Uncaf Femenino.

## Sistema de competición
La competición se realizará de tres jornadas y los primeros lugares de cada grupo jugaron la final del torneo, los segundos lugares por el tercer lugar, los terceros lugares por el quinto y sexto lugar, y cierran los últimos lugares que disputarán el séptimo y octavo puesto.

## Calendario
El calendario de la competición es el siguiente.
| Fase              | Ronda            | Fecha       |
| ----------------- | ---------------- | ----------- |
| Fase de grupos    | Fecha 1          | 19 de julio |
| Fase de grupos    | Fecha 2          | 21 de julio |
| Fase de grupos    | Fecha 3          | 23 de julio |
| Fase eliminatoria | Séptima posición | 25 de julio |
| Fase eliminatoria | Quinta posición  | 25 de julio |
| Fase eliminatoria | Tercera posición | 25 de julio |
| Fase eliminatoria | Final            | 25 de julio |

## Equipos participantes
| Equipos participantes | Equipos participantes | Equipos participantes | Equipos participantes |
| --------------------- | --------------------- | --------------------- | --------------------- |
| Santa Fe F. C.        | Alianza F. C.         | Unifut Antigua        | Sagitun Girlz         |
| L. D. Alajuelense     | C. D. F. Under        | Deportivo Xinabajul   | Real Estelí F. C.     |

## Fase de grupos
- Los horarios corresponden al tiempo de: (UTC-6).

### Grupo A
| Equipo            | Pts. | PJ | PG | PE | PP | GF | GC | DF |
| ----------------- | ---- | -- | -- | -- | -- | -- | -- | -- |
| Santa Fe F. C.    | 7    | 3  | 2  | 1  | 0  | 4  | 2  | 2  |
| Unifut Antigua    | 6    | 3  | 2  | 0  | 1  | 7  | 1  | 6  |
| Real Estelí F. C. | 3    | 3  | 1  | 0  | 2  | 4  | 3  | 1  |
| C. D. F. Under    | 1    | 3  | 0  | 1  | 2  | 1  | 10 | -9 |

| 19 de julio | Real Estelí F. C. | 1:2     | Santa Fe F. C. | Estadio Cementos Progreso, Ciudad de Guatemala |  |
| 16:30       |                   | Reporte |                |                                                |  |

| 19 de julio | Unifut Antigua | 6:0     | C. D. F. Under | Estadio Cementos Progreso, Ciudad de Guatemala |                         |
| 19:00       |                | Reporte |                | Árbitra: Dannia Sevilla                        | Árbitra: Dannia Sevilla |

| 21 de julio | Santa Fe F. C. | 1:1     | C. D. F. Under | Estadio Cementos Progreso, Ciudad de Guatemala |                         |
| 16:30       |                | Reporte |                | Árbitra: Daniela Romero                        | Árbitra: Daniela Romero |

| 21 de julio | Unifut Antigua | 1:0     | Real Estelí F. C. | Estadio Cementos Progreso, Ciudad de Guatemala |  |
| 19:00       |                | Reporte |                   |                                                |  |

| 23 de julio | C. D. F. Under | 0:3     | Real Estelí F. C. | Estadio Cementos Progreso, Ciudad de Guatemala |                           |
| 16:30       |                | Reporte |                   | Árbitra: Fernanda Marquéz                      | Árbitra: Fernanda Marquéz |

| 23 de julio | Unifut Antigua | 0:1     | Santa Fe F. C. | Estadio Cementos Progreso, Ciudad de Guatemala |  |
| 19:00       |                | Reporte |                |                                                |  |

### Grupo B
| Equipo              | Pts. | PJ | PG | PE | PP | GF | GC | DF  |
| ------------------- | ---- | -- | -- | -- | -- | -- | -- | --- |
| Alianza F. C.       | 9    | 3  | 3  | 0  | 0  | 11 | 4  | 7   |
| L. D. Alajuelense   | 6    | 3  | 2  | 0  | 1  | 9  | 4  | 5   |
| Deportivo Xinabajul | 3    | 3  | 1  | 0  | 2  | 6  | 7  | -2  |
| Sagitun Girlz       | 0    | 3  | 0  | 0  | 3  | 3  | 14 | -11 |

| 19 de julio | Alianza F. C. | 3:2     | Deportivo Xinabajul | Estadio Cementos Progreso, Ciudad de Guatemala |                         |
| 11:00       |               | Reporte |                     | Árbitra: Karitza Guerra                        | Árbitra: Karitza Guerra |

| 19 de julio | L. D. Alajuelense | 6:0     | Sagitun Girlz | Estadio Cementos Progreso, Ciudad de Guatemala |                        |
| 14:00       |                   | Reporte |               | Árbitra: Yatzuri Gómez                         | Árbitra: Yatzuri Gómez |

| 21 de julio | Sagitun Girlz | 1:5     | Alianza F. C. | Estadio Cementos Progreso, Ciudad de Guatemala |                          |
| 11:00       |               | Reporte |               | Árbitra: Génesis De León                       | Árbitra: Génesis De León |

| 21 de julio | Deportivo Xinabajul | 1:2     | L. D. Alajuelense | Estadio Cementos Progreso, Ciudad de Guatemala |                        |
| 14:00       |                     | Reporte |                   | Árbitra: Belkis Flores                         | Árbitra: Belkis Flores |

| 23 de julio | Deportivo Xinabajul | 3:2     | Sagitun Girlz | Estadio Cementos Progreso, Ciudad de Guatemala |                         |
| 11:00       |                     | Reporte |               | Árbitra: Karitza Guerra                        | Árbitra: Karitza Guerra |

| 23 de julio | L. D. Alajuelense | 1:3     | Alianza F. C. | Estadio Cementos Progreso, Ciudad de Guatemala |                       |
| 14:00       |                   | Reporte |               | Árbitra: Glenda López                          | Árbitra: Glenda López |

## Fase final

### Séptima posición
| 25 de julio | Sagitun Girlz | 0:3     | C. D. F. Under | Estadio Cementos Progreso, Ciudad de Guatemala |                          |
| 11:00       |               | Reporte |                | Árbitra: Génesis De León                       | Árbitra: Génesis De León |

### Quinta posición
| 25 de julio | Real Estelí F. C. | 1:2     | Deportivo Xinabajul | Estadio Cementos Progreso, Ciudad de Guatemala |  |
| 14:00       |                   | Reporte |                     |                                                |  |

### Tercera posición
| 25 de julio | Unifut Antigua | 1:1 (1:3 p.)               | L. D. Alajuelense | Estadio Cementos Progreso, Ciudad de Guatemala |                         |
| 16:30       |                | Reporte                    |                   | Árbitra: Sandra Benítez                        | Árbitra: Sandra Benítez |
|             |                | Tiros desde el punto penal |                   |                                                |                         |
|             | -              |                            | -                 |                                                |                         |

### Final
| 25 de julio | Santa Fe F. C. | 4:0     | Alianza F. C. | Estadio Cementos Progreso, Ciudad de Guatemala |  |
| 19:00       |                | Reporte |               |                                                |  |

### Plantilla del Campeón
- Yenith Bailey, Arlen Hernández, Delany Jurado, Schiandra González, Vasthy Delgado, Camila Vallejos, Karla Rivas, Mireilis Rojas, María Guevara, Miluska Guevara, Jorgelis Serna, Yaresmis Canto, María Murillo, Alison Onodera, Mabel Palacios, Largo Piedrahita, Erika Tatiana, Dayane Madrid
- DT: Fernando Clavero

|                                    |
| Bandera de Panamá                  |
| Campeón Santa Fe F. C. 1.er título |

## Estadísticas

### Tabla general
| Pos. | Equipo              | Pts | PJ | PG | PE | PP | GF | GC | Dif. | Rend.  |
| ---- | ------------------- | --- | -- | -- | -- | -- | -- | -- | ---- | ------ |
| 1    | Santa Fe F. C.      | 10  | 4  | 3  | 1  | 0  | 8  | 2  | 6    | 83.33% |
| 2    | Alianza F. C.       | 9   | 4  | 3  | 0  | 1  | 11 | 8  | 3    | 75%    |
| 3    | L. D. Alajuelense   | 7   | 4  | 2  | 1  | 1  | 10 | 5  | 7    | 58.33% |
| 4    | Unifut Antigua      | 7   | 4  | 2  | 1  | 1  | 8  | 2  | 6    | 58.33% |
| 5    | Deportivo Xinabajul | 6   | 4  | 2  | 0  | 2  | 8  | 8  | 0    | 50%    |
| 6    | Real Estelí F. C.   | 3   | 4  | 1  | 0  | 3  | 5  | 5  | 0    | 25%    |
| 7    | C. D. F. Under      | 4   | 4  | 1  | 1  | 2  | 4  | 10 | -6   | 33.33% |
| 8    | Sagitun Girlz       | 0   | 4  | 0  | 0  | 4  | 2  | 17 | -15  | 0%     |